# Гриновецька сільська рада (Любарський район)
Гриновецька сільська рада — колишня адміністративно-територіальна одиниця та орган місцевого самоврядування у Любарському районі Житомирської і Бердичівської округ, Вінницької та Житомирської областей Української РСР з адміністративним центром у селі Гринівці.

## Населені пункти
Сільській раді на момент ліквідації були підпорядковані населені пункти:
- с. Гринівці
- с. Карань
- с. Пединки

## Населення
Кількість населення ради, станом на 1923 рік, становила 1 572 особи, кількість дворів — 270.

## Історія та адміністративний устрій
Створена 1923 року в складі сіл Гринівці та Карань Мотовилівської волості Полонського повіту Волинської губернії. 7 березня 1923 року увійшла до складу новоствореного Любарського району Житомирської округи. Станом на 17 грудня 1926 року в складі ради числяться хутори Грембецького, Залужжя та Нові Хутори, котрі, станом на 1 жовтня 1941 року, не перебувають на обліку населених пунктів.
Станом на 1 вересня 1946 року сільська рада входила до складу Любарського району Житомирської області, на обліку в раді перебувало с. Гринівці.
11 серпня 1954 року, внаслідок виконання указу Президії Верховної ради УРСР «Про укрупнення сільських рад по Житомирській області», до складу ради приєднано територію та с. Пединки ліквідованої Пединківської сільської ради Любарського району Житомирської області.
11 січня 1960 року, відповідно до рішення Житомирського облвиконкому № 2 «Про зміни в адміністративно-територіальному поділі сільських рад в районах області», адміністративний центр ради перенесено до с. Пединки з перейменуванням її на Пединську.